# 南ペトウトル山
南ペトウトル山（みなみペトウトルやま）は、北海道の河東郡鹿追町にある標高1,345mの山である。

## 概要
然別火山群を構成する山で、約30万年前から約10万年前にかけて活動した旧期然別火山群の成層火山である。ウペペサンケ山から南部に伸びる尾根の南端部に位置しており、北にはペトウトル山（1,414m）・北ペトウトル山（1,400.9m）が連なる。山頂から南西側約750m離れたところには1,365mピーク、さらに北西側に750m離れたところ1,353mピークがあり、両峰とも南ペトウトル山より高い。
山名の由来はアイヌ語の「ペト・ウトル（川・あいだ）」が由来である。明治時代に発行された「北海道実測切図」には「ペトウトルヌプリ」と記載されている。

## 登山
然別湖畔温泉から登山道が整備されており、約2時間で登ることができる。山頂からは然別湖や然別火山群の山々が望める。